# لو فانانک هاگن
لو فانانک هاگن (چکی: Lou Fanánek Hagen; ۱۸ ژوئن ۱۹۶۶ – ) موسیقی‌دان، آهنگساز، ترانه‌سرا و رهبر گروه پانک Tři sestry است. او اهل کشور جمهوری چک است.